# Distrito de Rîșcani
El distrito de Rîșcani es uno de los distritos (en rumano: raion) en el noroeste de Moldavia. Su centro administrativo (Oraș-reședință) es la ciudad de Rîșcani. Otra ciudad importante es Costești. El 1 de enero de 2005 tenía una población de 69 300 habitantes.

## Subdivisiones
Comprende las ciudades de Rîșcani (con las pedanías de Balanul Nou y Rămăzan) y Costești (con las pedanías de Dămășcani, Duruitoarea, Păscăuți y Proscureni) junto con las siguientes comunas:
- Alexăndrești
- Aluniș
- Borosenii Noi
- Braniște
- Corlăteni
- Duruitoarea Nouă
- Gălășeni
- Grinăuți
- Hiliuți
- Horodiște
- Malinovscoe
- Mihăileni
- Nihoreni
- Petrușeni
- Pîrjota
- Pociumbăuți
- Pociumbeni
- Răcăria
- Recea
- Singureni
- Sturzeni
- Șaptebani
- Șumna
- Vasileuți
- Văratic
- Zăicani